# 헨리스 크라임
《헨리스 크라임》(영어: Henry's Crime)은 2010년 공개된 미국의 로맨틱 코미디 범죄 영화이다. 맬컴 벤빌이 감독하고 키아누 리브스, 비라 파미가, 제임스 칸 등이 출연하였다. 이 영화는 자신이 저지르지도 않은 은행강도 혐의로 감옥에 가는 헨리(리브스 분)의 이야기를 다룬다. 석방된 그는 전 감방 동료인 맥스(칸 분)와 함께 같은 은행을 털 계획을 세운다. 이 영화는 2010년 9월 14일 제35회 토론토 국제 영화제에서 전 세계 최초로 상영되었으며, 2011년 4월 8일 미국에서 한정 개봉되었다.

## 줄거리
뉴욕주 버펄로의 외진 고속도로에서 통행료 징수원으로 일하는 헨리는 마치 꿈도 야망도 없이 삶을 그저 흘러가는 대로 살아가는 듯한 남자다. 아내 데비는 그런 상황에 불만이 많다.
어느 날 친구 에디가 야구 경기에 함께 가자며 헨리를 찾아오고, 함께 차를 타고 가던 중 에디는 헨리에게 ATM에 들르자고 한다. 하지만 실제로는 에디와 그의 일당들이 은행을 털고, 헨리는 공범으로 체포된다.
헨리는 범인들의 이름을 대는 대신 감옥에 가기로 한다. 감옥에서 만난 수감자 맥스는 본인은 감옥 생활에 익숙해져 있지만, 헨리에게 삶을 변화시키고 목적을 찾으려면 꿈을 가져야 한다는 생각을 심어준다. 데비는 헨리와 이혼하고 강도 사건에 가담했던 조와 재혼한다.
18개월 후 출소한 헨리는 자신의 목적을 찾는다. 어차피 감옥살이도 했으니 이제 진짜 은행을 털기로 결심한 것이다. 헨리는 은행과 길 건너 극장을 잇는 오래된 주류 밀매업자 터널을 발견하고, 마지못해 동참한 맥스를 설득해 가석방 신청을 하게 한다.
헨리는 안톤 체호프의 1904년작 희곡 〈벚꽃 동산〉에 바탕한 극장 공연에 배우로 참여하고, 맥스는 극장에서 “자원봉사”를 한다. 헨리는 연극의 주연 여배우 줄리와 사랑에 빠지게 된다.
터널 청소 작업을 돕게 된 데비의 남편 조는 이 사실을 에디에게 알리고, 에디는 강도 계획에 참여하려 한다. 은행 강도 중 에디는 돈을 혼자 차지하려 하지만 맥스에게 제압당하고 금고에 갇히게 된다. 세 사람이 도망치는 도중 헨리는 조에게 차를 세우라고 하고 맥스와 작별 인사를 나눈 뒤 줄리에게 돌아간다.

## 출연진
- 키아누 리브스
- 제임스 칸
- 비라 파미가
- 주디 그리어
- 피셔 스티븐스
- 페테르 스토르마레
- 빌 듀크
- 대니 혹
- 커리 그레이엄
- 데이비드 코스터빌
- 가이 보이드

## 기타 제작진
- 라인 제작: 조너선 슈메이커, 롭 오티즈(로스앤젤레스)
- 협력 제작: 제이크 호프먼
- 배역: 신디 톨런
- 미술: 크리스 존스
- 세트: 로라 하이먼
- 의상: 멀리사 토스
- 분장: 마이아 하딘지
- 헤어: 콜린 캘러헌
- 제작 관리: 소피아 린, 롭 오티즈
- 조감독: 존 M. 타이슨